# Cobelura peruviana
Cobelura peruviana är en skalbaggsart som först beskrevs av Aurivillius 1920.  Cobelura peruviana ingår i släktet Cobelura och familjen långhorningar. Inga underarter finns listade i Catalogue of Life.